# Sorry Seems to Be the Hardest Word
«Sorry Seems to Be the Hardest Word»  (en español:Perdón parece ser la palabra más difícil) es una canción escrita por el músico británico Elton John y el compositor Bernie Taupin, interpretada por John y lanzada en 1976 como sencillo y como parte de su undécimo álbum Blue Moves. Fue el segundo sencillo de John lanzado por The Rocket Record Company. La canción es una balada triste sobre una relación romántica que se está destruyendo.
La canción también apareció al año siguiente en el disco Greatest Hits Volume II, aunque por razones de derechos de autor ya no aparece en la versión actual de ese álbum. Ahora aparece en los discos Greatest Hits 1976–1986, The Very Best of Elton John y en Greatest Hits 1970–2002, así como en otros álbumes recopilatorios.

## Antecedentes y composición
«Sorry Seems to Be the Hardest Word» es una balada triste sobre una relación romántica que se está cayendo a pedazos. Bernie Taupin señaló: "Es una idea bastante simple, pero una tal que todos pueden relacionarse en uno u otro momento de su vida. Todos esos sentimientos idealistas que tiene la gente cuando quieren salvar algo de la muerte, cuando saben que, básicamente, en el fondo ya está muerto. Es esa desgarradora y repugnante parte del amor que no se la desearías a nadie si no supieras que es inevitable que la experimenten algún día".
Elton John comenzó a escribir la canción en Los Ángeles, en 1975. Si bien en muchas de sus canciones tenían a Taupin escribiendo primero la letra y John escribiendo la música posteriormente, en ese caso John escribió la melodía y gran parte de la letra de "Sorry Seems to Be the Hardest Word", mientras que Taupin la completó después. John ha explicado: "Estaba allí sentado y me dijo: 'What have I got to do to make you love me.' (en español, "¿qué tengo que hacer para que me ames?", el primer verso de la melodía). Taupin señaló posteriormente que: "no creo que (John) tuviera la intención de escribir una canción, pero estábamos sentados en un apartamento de Los Ángeles, y él estaba tocando el piano y se le ocurrió esta línea de melodía, y le dije: 'Oye, eso es muy agradable.' Por alguna razón, esa línea 'Sorry seems to be the hardest word' (Lo siento parece ser la palabra más difícil), pasó por mi cabeza y encajaba perfectamente con lo que estaba tocando. Así que dije: 'No hagas nada más con eso, déjame ir a escribir algo', así que escribí en unos minutos y teníamos la canción". Taupin agregó que: "Lo interesante de 'Sorry Seems to Be the Hardest Word' es que es una de las raras ocasiones en que Elton tocó una melodía que inspiró una letra, a diferencia de nuestra rutina de que la letra siempre llega primero. Estaba jugando con el piano un día, tocando algo y me preguntó qué pensaba. De hecho, fue bastante inmediato, el título y las primeras líneas me vinieron a la cabeza de una manera que supongo que sentí que ya estaban allí y que solo necesitaban un poco de ayuda".

## Recepción
La revista Billboard elogió la interpretación vocal de John, calificándola de "casi dolorosamente sincera y creíble", indicando también la complejidad de los coros. Cashbox lo llamó "una tierna canción de amor que trata sobre la ruptura".

## Personal
- Elton John: piano, voz
- Ray Cooper: vibráfono
- Carl Fortina: acordeón[2]
- James Newton Howard: piano eléctrico, arreglo de cuerdas
- Kenny Passarelli: bajo

## Certificaciones y rendimiento comercial
La canción fue un éxito en los Top 20, alcanzando el puesto número 11 en el Reino Unido, el 6 en Estados Unidos y el tercer puesto en Canadá.  Además, la canción llegó al número 1 en listados de éxitos adulto contemporáneo de Estados Unidos y Canadá. En Estados Unidos, logró certificación de oro el 25 de enero de 1977 otorgado por la RIAA.

### Posicionamiento en listas
| Gráfica (1976–77)             | Posición más alta |
| ----------------------------- | ----------------- |
| Australia (Kent Music Report) | 11                |
| Canada RPM Adult Contemporary | 1                 |
| Canada RPM Top Singles        | 3                 |
| Irlanda (IRMA)                | 3                 |
| Netherlands                   | 14                |
| New Zealand (RIANZ)           | 7                 |
| UK Singles Chart              | 11                |
| US Billboard Hot 100          | 6                 |
| US Billboard Easy Listening   | 1                 |
| US Cash Box Top 100           | 7                 |

| Gráfica (1976) | Posición |
| -------------- | -------- |
| Australia      | 114      |

| Gráfica (1977)       | Posición |
| -------------------- | -------- |
| Canada               | 83       |
| US Billboard Hot 100 | 95       |

## Versión con Blue
«Sorry Seems to Be the Hardest Word» fue reversionada en 2002 por la boy band inglesa Blue como parte de su segundo álbum de estudio, One Love (2002). La canción fue el segundo sencillo del álbum y fue grabada e interpretada junto con una colaboración de Elton John. Alcanzó el puesto número uno en la lista de sencillos en el Reino Unido el 15 de diciembre de 2002. También alcanzó el número uno en Hungría y en los Países Bajos. Alcanzó su punto máximo dentro del top 10 en otros 16 países.

### Antecedentes
Cuando se llevaba a cabo el proceso de armado del segundo álbum de estudio de Blue, One Love, el productor ejecutivo Hugh Goldsmith señaló que se debería incluir una sencillo versionado en el listado final. El miembro Lee Ryan, sugirió "Sorry Seems to Be the Hardest Word", ya que era su canción favorita de todos los tiempos. A pesar de que el resto del grupo se mostró reservado, escépticos de que Elton John les permitiera grabar la pista, la gerencia de John dio permiso y luego accedió a hacer un dúo, además de tocar el piano en el sencillo.

### Listado de sencillos
Reino Unido CD1
1. "Sorry Seems to Be the Hardest Word" (radio edit) – 3:31
2. "Lonely This Christmas" – 2:08
3. "Sorry Seems to Be the Hardest Word" (Ruffin Ready Soul Mix) – 3:51
4. Video interactive element – 3:30

Reino Unido CD2
1. "Sorry Seems to Be the Hardest Word" (radio edit) – 3:31
2. "Album Medley" – 5:44
3. "Sweet Thing" – 3:38
4. Video interactive element – 3:30

Casete de Reino Unido sola
1. "Sorry Seems to Be the Hardest Word" (radio edit) – 3:31
2. "Album Medley" – 5:44
3. "Sweet Thing" – 3:38

### Personal
El personal se toma de las notas del CD1 del Reino Unido.
- Elton John - música, voces destacadas
- Bernie Taupin - letra
- Blue – voces
- StarGate – producción
- Max Dodson – fotografía

### Listas
| Gráfica (2002-2003)                    | Posición más alta |
| -------------------------------------- | ----------------- |
| Australia (ARIA)                       | 43                |
| Austria (Ö3 Austria Top 40)            | 4                 |
| Bélgica (Flandes) (Ultratop 50)        | 3                 |
| Bélgica (Valonia) (Ultratop 50)        | 4                 |
| Canada (Nielsen SoundScan)             | 7                 |
| Dinamarca (Tracklisten)                | 5                 |
| Europe (Eurochart Hot 100)             | 2                 |
| Francia (SNEP)                         | 6                 |
| Alemania (Offizielle Deutsche Charts)  | 3                 |
| Greece (IFPI)                          | 3                 |
| Hungría (Rádiós Top 40)                | 1                 |
| Irlanda (IRMA)                         | 3                 |
| Italia (FIMI)                          | 4                 |
| Países Bajos (Dutch Top 40)            | 1                 |
| Países Bajos (Mega Single Top 100)     | 1                 |
| Nueva Zelanda (Recorded Music NZ)      | 5                 |
| Noruega (VG-lista)                     | 2                 |
| Portugal (AFP)                         | 5                 |
| Romania (Romanian Top 100)             | 5                 |
| Escocia (Scottish Singles Sales Chart) | 1                 |
| España (Top 100 Canciones)             | 7                 |
| Suecia (Sverigetopplistan)             | 2                 |
| Suiza (Schweizer Hitparade)            | 3                 |
| Reino Unido (Official Charts Company)  | 1                 |

| Gráfica (2002)   | Posición |
| ---------------- | -------- |
| Ireland (IRMA)   | 38       |
| UK Singles (OCC) | 34       |

| Gráfica (2003)                    | Posición |
| --------------------------------- | -------- |
| Austria (Ö3 Austria Top 40)       | 29       |
| Belgium (Ultratop 50 Flanders)    | 29       |
| Belgium (Ultratop 50 Wallonia)    | 10       |
| France (SNEP)                     | 28       |
| Germany (Official German Charts)  | 24       |
| Ireland (IRMA)                    | 58       |
| Italy (FIMI)                      | 24       |
| Netherlands (Dutch Top 40)        | 2        |
| Netherlands (Single Top 100)      | 4        |
| New Zealand (Recorded Music NZ)   | 25       |
| Romania (Romanian Top 100)        | 11       |
| Sweden (Sverigetopplistan)        | 20       |
| Switzerland (Schweizer Hitparade) | 26       |
| UK Singles (OCC)                  | 90       |

### Historial de lanzamientos
| Región      | Fecha                  | Formato(s) | Etiqueta(s) | Ref.   |
| ----------- | ---------------------- | ---------- | ----------- | ------ |
| Reino Unido | 9 de diciembre de 2002 | CD         | Virgin      |        |
| Australia   | 5 de mayo de 2003      | CD         | Virgin      | [ 56 ] |

## Otras versiones
La canción fue versionada por Joe Cocker en 1991 para el álbum tributo Two Rooms: Celebrating the Songs of Elton John & Bernie Taupin. Cocker se cita en las notas del álbum: 

Allá por el 68 conocí a Elton en la oficina del editor Dick James. Me dieron una cinta de 'Border Song' que por alguna oscura razón rechacé. Espero haberlo compensado con esta interpretación de 'Lo siento parece ser la palabra más difícil' que muestra el lado más profundo de la escritura de Reg y Bernie.Allá por el 68 conocí a Elton en la oficina del editor Dick James. Me dieron una cinta de 'Border Song' que por alguna oscura razón rechacé. Espero haberlo compensado con esta interpretación de 'Sorry Seems To Be The Hardest Word' que muestra el lado más profundo de la escritura de Reg y Bernie.

En 1993, el cantante argentino Pedro Aznar realizó una versión en español, traduciendo la letra, su versión se llama "Ya no hay forma de pedir perdón", esto hizo que el sencillo fuera popular y favorito en Argentina. 
Mary J. Blige también hizo una versión de esta canción. 
En 2004, Elton John y Ray Charles interpretaron la canción en el álbum a dúo de Charles, Genius Loves Company. Resultaría ser la última grabación que Charles hizo antes de su muerte en junio. El dúo fue nominado a un premio Grammy a la mejor colaboración pop con voces. También fue interpretada por el saxofonista de jazz suave Kenny G en el saxofón soprano con Richard Marx en su álbum de 2004 At Last...The Duets Álbum más adelante en ese año. 
El sencillo fue el sencillo principal de la compilación de remixes de ocho pistas Good Morning to the Night en colaboración con el remixer australiano Pnau, que salió el 16 de julio de 2012. En 2015, la canción fue versionada por Diana Krall. Esta versión se incluyó en su álbum Wallflower. 